# Бессараб, Светлана Викторовна
Светлана Викторовна Бессараб (род. 7 декабря 1970, Краснодар, РСФСР, СССР) — российский общественный, профсоюзный и политический деятель, депутат Государственной думы 7-го и 8-го созывов, член комитета Государственной Думы по труду, социальной политике и делам ветеранов с 6 декабря 2016 года, член фракции «Единая Россия». Из-за поддержки вторжения России на Украину находится под международными санкциями Евросоюза, США, Великобритании и ряда других стран.

## Биография
В 1999 году получила высшее образование по специальности «экономика и управление на предприятии (связь)» окончив Московский технический университет связи и информатики. В 2001 году получила юридическое образование по специальности «юриспруденция» в Краснодарском юридическом институте МВД. В 2014 году прошла переподготовку по специальности «менеджер в социально-трудовой сфере» в московской Академии труда и социальных отношений.

С 2005 года — активист профсоюза. С апреля 2015 г. — председатель Краснодарского краевого объединения профсоюзов.
В 2012 г. баллотировалась в Законодательное собрание Краснодарского края по многомандатному округу от партии «Единая Россия», по итогам выборов в заксобрание не прошла. А в июле 2013 г. получила мандат депутата регионального парламента вместо Юрия Сапрыкина, который перешёл на должность заместителя руководителя Росмолодежи. С июля 2013 года по 6 декабря 2017 года являлась депутатом Законодательного собрания Краснодарского края, секретарём комитета по культуре, информационной политике, социальной защите населения и взаимодействию с общественными объединениями.
С июля 2013 года по февраль 2017 года — сопредседатель регионального отделения в Краснодарском крае Общероссийского народного Фронта.
6 декабря 2016 года — депутат Государственной думы VII созыва от Краснодарского края. Получила вакантный мандат депутата Госдумы РФ VII созыва Александра Скоробогатько.

## Законотворческая деятельность
С 2016 года по 2019 год, в течение исполнения полномочий депутата Государственной Думы VII созыва, выступила соавтором 72 законодательных инициатив и поправок к проектам федеральных законов.
В январе 2021 года обратилась в правительство РФ с предложением легализовать находящиеся в РФ автомобили на армянском учёте.
На инициативу депутата Сергея Миронова о помощи бедствующим российским пенсионерам в декабре 2024 года в виде выплаты дополнительной «13-й пенсии» высказалась против, назвав это предложение популистским, таким образом обозначив позицию правящей партии «Единая Россия».